# Saint-Léger-du-Bois
Saint-Léger-du-Bois är en kommun i departementet Saône-et-Loire i regionen Bourgogne-Franche-Comté i östra Frankrike. Kommunen ligger i kantonen Épinac som tillhör arrondissementet Autun. År 2022 hade Saint-Léger-du-Bois 511 invånare.

## Befolkningsutveckling
Antalet invånare i kommunen Saint-Léger-du-Bois
| Referens: INSEE |